# 21958 Tripuraneni
21958 Tripuraneni (1999 VU185) là một tiểu hành tinh vành đai chính được phát hiện ngày 15 tháng 11 năm 1999 bởi nhóm nghiên cứu tiểu hành tinh gần Trái Đất phòng thí nghiệm Lincoln ở Socorro.